# Cërrik
Cërrik város Albánia középső részén, a Shkumbin folyó völgyében, Elbasantól légvonalban 13 kilométerre délnyugati irányban. Elbasan megyén belül Cërrik község, valamint Cërrik alközség központja, egyúttal ez utóbbi közigazgatási egység egyetlen települése. A 2011-es népszámlálás alapján az alközség, vagyis Cërrik népessége 6695 fő.

## Fekvése
Cërrik az Albániát kettéosztó Shkumbin elszélesedő, kelet–nyugati irányú völgyében, a folyó bal partján fekszik. A keletről és nyugatról alacsony dombok közé ékelődő város dél felé a Devoll medencéjére nyitott. Az Elbasant Rrogozhinával összekötő SH7-es jelű főút a Shkumbin túlpartján fut, amellyel az SH59-es jelű főút kb. 4 kilométeres szakasza köti össze Cërriket.

## Történelme
Cërrik a 20. század közepéig jelentéktelen település volt. A kommunizmus évtizedeiben, a második ötéves tervidőszak (1956–1960) elején helyezték üzembe a cërriki olajfinomítót, amelyet csővezeték kötött össze a 25 kilométerre lévő Sztálinváros (ma Kuçova) környéki olajkutakkal. A ma ismert város ekkor alakult ki a finomító 500 munkásának, valamint az ahhoz kapcsolódó áramtermelő állomás dolgozóinak otthont adó lakótelepek felépülésével. Mások mellett itt kezdte karrierjét az 1960-as évek elején Hekuran Isai, az Albán Munkapárt későbbi prominens politikusa. Az üzem éves termelőkapacitása az 1960-as években 150 ezer megatonna volt, ez azonban a sztálinvárosi olajkutak részleges kiapadásával az 1980-as évekre visszaesett . A finomító a rendszerváltás után, 1992-ben bezárt, s bár 2013-ban az albán kormány pályázatot hirdetett koncessziós üzemeltetésére, a termelés még 2015-ben sem indult újra.
Az 1970-es évek elején ide internálták Liri Belishova (1926–2018) kegyvesztett kommunista politikust, aki 1991-ig élt a városban.
Az országot a polgárháború szélére sodró piramisjáték-válság idején, 1997 májusában fegyveres bandák vették át az uralmat Cërrikben is. A rend helyreállítása érdekében a belügyminisztérium egy speciális egységét vezényelték a városba. A rebellisek felvették velük a harcot, amelynek következményeként a speciális egység öt tagja életét vesztette, legalább nyolcan pedig megsebesültek. A kormány a rendet csak egy hónap elteltével, június 9-én tudta helyreállítani a városban.

## Nevezetességei
Cërrik tipikus kommunista évtizedekbeli iparváros munkáslakótömbökkel, látnivalók nélkül. A várostól délre tárták fel a bronzkor és a vaskor időszakában használt pazhoki halomsírokat.